# José María Azcárraga Fesser
José María Azcárraga Fesser (Madrid, 1882 - València, 1924) fou un militar i polític espanyol, diputat a les Corts Espanyoles durant la restauració borbònica.

## Biografia
Era fill del també militar i polític Marcelo Azcárraga Palmero i cunyat de Tomás Trénor Palavicino, primer marquès del Túria. A les eleccions generals espanyoles de 1914 fou elegit diputat del Partit Conservador pel districte de Morella (província de Castelló), però un mes després de l'elecció el Tribunal Suprem d'Espanya va proposar la nul·litat de l'elecció, i el seu escó fou ocupat pel liberal Luis Esteban y Fernández del Pozo.